# Cristoforo Landino
Cristoforo Landino (Firenze, 8 febbraio 1424 – Pratovecchio, 24 settembre 1498) è stato un umanista, poeta e filosofo italiano.

## Biografia
Nacque a Firenze da una famiglia originaria di Pratovecchio, nel Casentino, e compì gli studi in materie letterarie e giuridiche a Volterra. Nel 1458 gli venne affidata presso lo Studio fiorentino la cattedra di oratoria e poetica che era stata del suo maestro Carlo Marsuppini: Landino, sostenuto dai Medici, era stato avversato da non pochi personaggi in vista, come Alamanno Rinuccini e Donato Acciaiuoli. Tra i suoi allievi ci furono Poliziano e Marsilio Ficino. In quel periodo ricoprì anche incarichi pubblici, facendo parte della segreteria di Parte guelfa (1467) e della prima Cancelleria. Tra i suoi viaggi, spicca quello a Roma nel 1446.
La sua prima attività fu poetica, con la Xandra, una raccolta di componimenti in latino dedicata inizialmente a Leon Battista Alberti e poi a Piero de' Medici: nella redazione definitiva la silloge raccoglie 82 componimenti suddivisi in 3 libri. In campo filosofico scrisse tre dialoghi: il De anima (1471), le Disputationes Camaldulenses (1474) e il De vera nobilitate (dopo il 1487).
La maggiore fama nei secoli di Landino fu però legata alla sua attività di commentatore dei classici. Nel 1481 diede alle stampe il Comento sopra la Comedia di Dante, nel 1482 quello sulle opere di Orazio e nel 1488 quello sulle opere di Virgilio.
Fu anche traduttore dal latino in fiorentino: volgarizzò la Naturalis historia di Plinio il Vecchio (1475) e la Sforziade di Giovanni Simonetta (1485). Il volgarizzamento pliniano fu un vero e proprio evento: per la prima volta anche chi non conosceva il latino poteva leggere la più importante e vasta enciclopedia del mondo antico (tra i suoi lettori Luigi Pulci, Cristoforo Colombo e Leonardo da Vinci).
Per i meriti acquisiti, la Signoria fiorentina gli assegnò una torre nel Casentino e una pensione.
Venne ritratto tra illustri fiorentini a lui contemporanei da Domenico Ghirlandaio nella Cappella Tornabuoni di Santa Maria Novella.
Ebbe tra i suoi allievi Andrea Cambini.

## Opere
- Xandra
- De anima
- Disputationes Camaldulenses
- De vera nobilitate
- Comento sopra la Comedia di Dante
- Commento a Orazio
- Commento a Virgilio

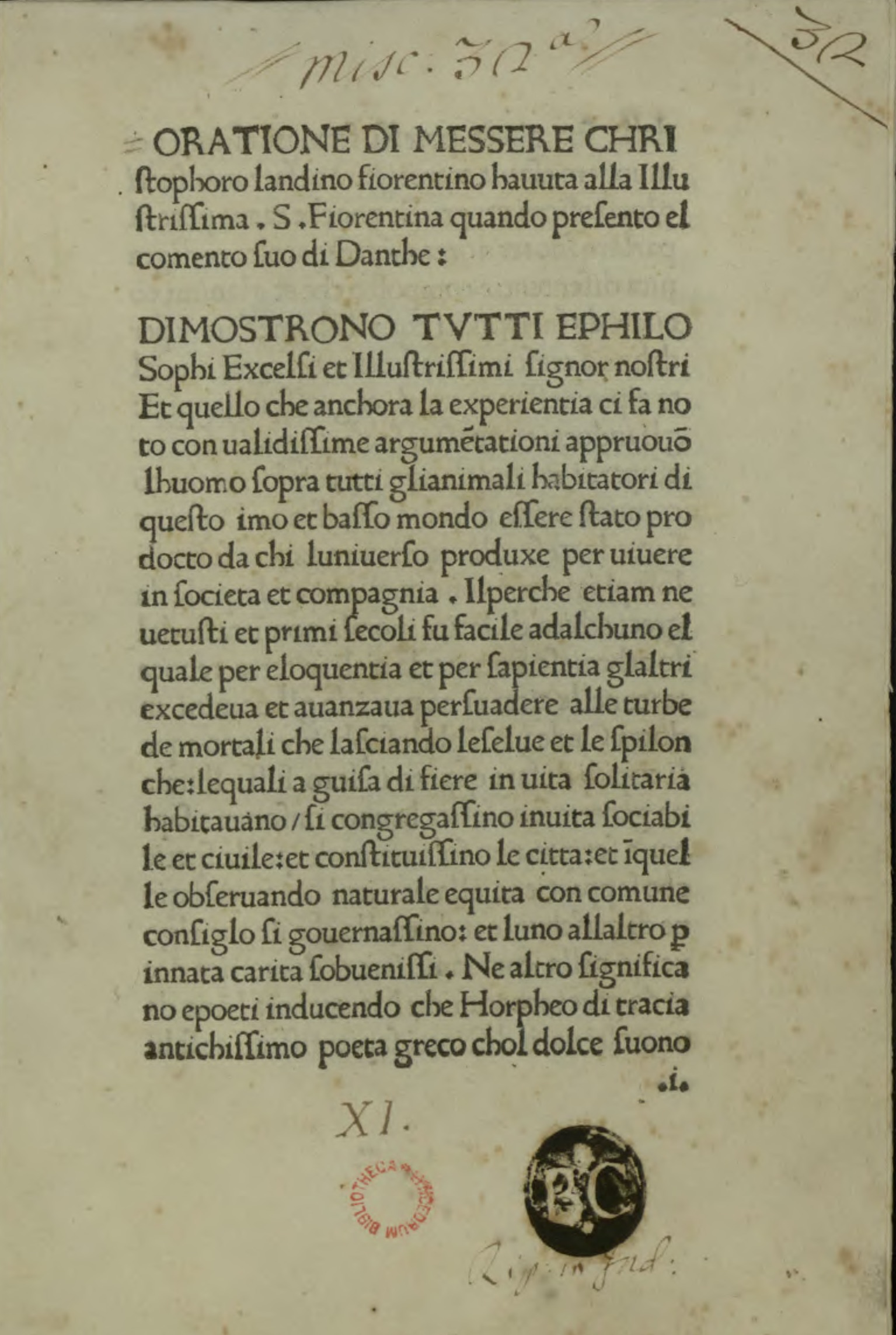
Orazione alla Signoria fiorentina.

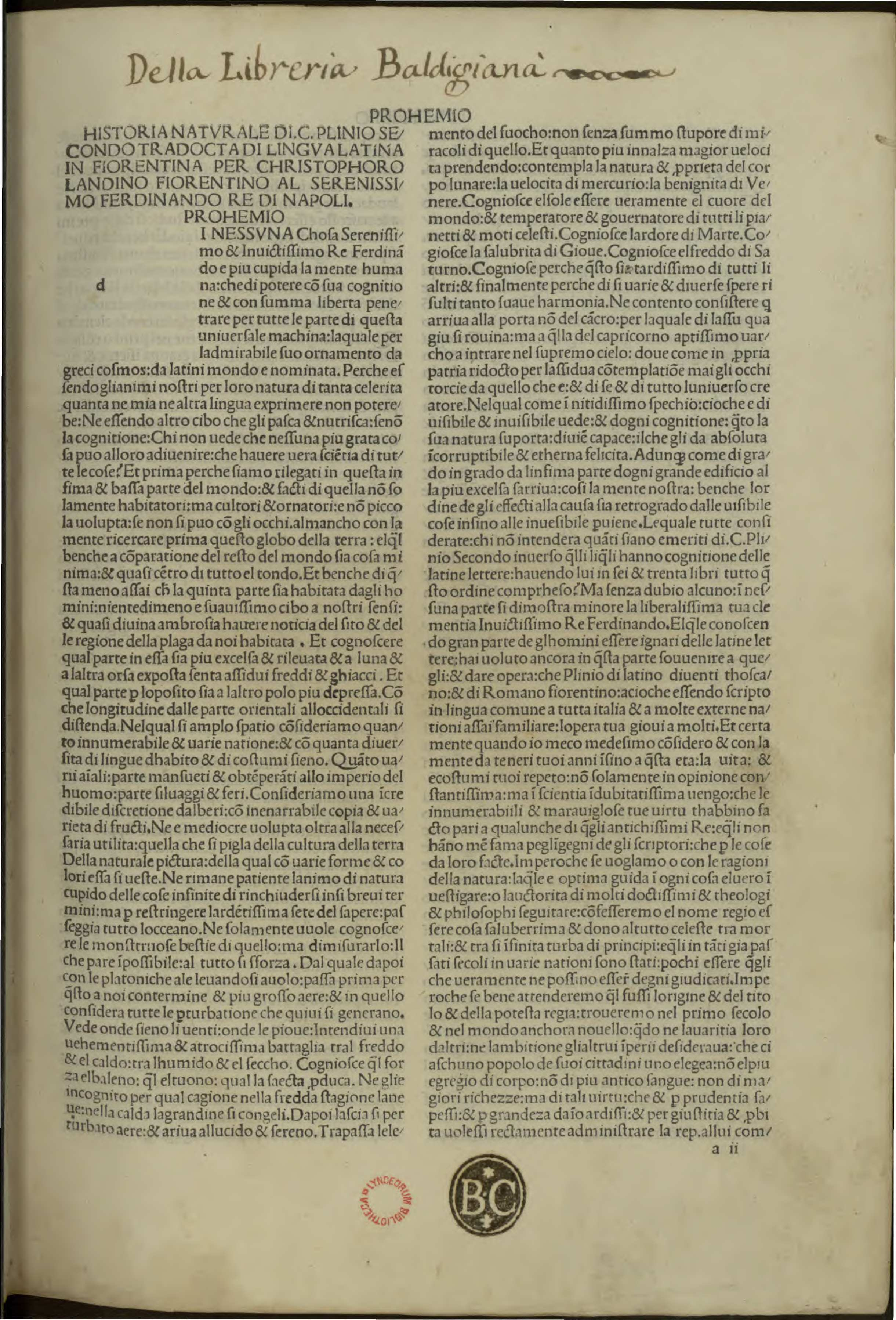
Incipit della Historia naturale tradocta di lingua latina in fiorentina per Christophoro Landino fiorentino, nell'edizione del 1489.

- Historia naturale di Caio Plinio Secondo tradocta di lingua latina in fiorentina per Christophoro Landino fiorentino al serenissimo Ferdinando re di Napoli
- Orazione alla Signoria fiorentina quando presentò il suo Commento di Dante, Firenze, Niccolò di Lorenzo, 1481. URL consultato il 2 marzo 2015.
- Formulario di epistole, Firenze, Bartolomeo de' Libri, 1490. URL consultato il 2 marzo 2015.